# Uranios-Palimpsest

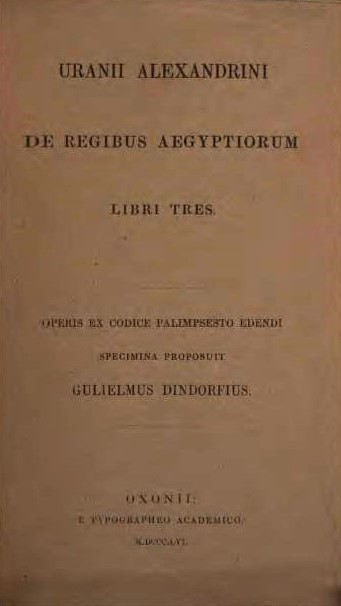
Uranii Alexandrini de regibus Aegyptiorum libri tres, hrsg. von Wilhelm Dindorf (1856)

Der Uranios-Palimpsest (Uranii Alexandrini de regibus Aegyptiorum libri tres) ist eine von Konstantinos Simonides gefälschte Geschichte Ägyptens in altgriechischer Sprache „mit den Thiniten beginnend und ohne Unterbrechung herunter bis zu den Ptolemäern“, die 1855 der Königlichen Akademie der Wissenschaften zu Berlin zum Kauf angeboten wurde.

## Beschreibung
Der Palimpsest umfasste nach Angaben von Wilhelm Dindorf 72 Pergamentblätter in Großquart. Die blasse, scheinbar untere Schrift mit der Königsgeschichte des Uranios war demnach in zwei Kolumnen und Scriptio continua in Majuskeln ausgeführt. Die gut lesbare, scheinbar obere Schrift in mittelalterlichen Minuskeln datierte etwa ins 12. Jahrhundert und umfasste die Makkabäergeschichte des Josephus, eine Geschichte der Jungfrau Maria und der Auffindung ihres heiligen Gewandes, eine Geschichte des Kaisers Konstantin und der Übersendung des Abgar-Bildes an ihn sowie eine Geschichte Johannes des Täufers und der Auffindung seiner Kopfreliquie.
Der angebliche Autor der ägyptischen Königsgeschichte, Uranios, wird von Stephanos Byzantinos im 6. Jahrhundert mehrfach als Verfasser einer Geschichte Arabiens erwähnt. Aus Simonides’ Fälscherwerkstatt stammte auch eine Schriftrolle, die ein Werk über gleichnamige Schriftsteller enthielt (Περὶ ὁμωνύμων ποιητῶν καὶ συγγραφέων). Sie lag Dindorf ebenfalls vor, und ihr war unter anderem die Biografie des Uranios zu entnehmen: Er sei Alexandriner gewesen, Sohn des Anaximenes und der Kallikratis, Schüler des Chrysippos von Alexandria und Verfasser mehrerer Werke über ägyptische, äthiopische, arabische, libysche, lykische und karische Geschichte. Gewidmet habe Uranios seine drei Bücher der ägyptischen Königsgeschichte einem Deimachos, Sohn des Xenokles, der zehn Bücher römische Geschichte geschrieben habe.
Das erste Buch der Königsgeschichte beginnt mit Mesrachamis, Sohn des Nuachmis, und führt über Balchumis, Memphathanchis, Achmanthos, Phaathes, Chnemachothis, Aegypthoris (nach dem Ägypten benannt worden sei) bis zu Amthachonthis, der den Ammon-Tempel in Themphis erbaut habe und von seiner Frau vergiftet worden sei. Das zweite Buch beginnt mit Menes, der Ägypten von der Herrschaft der Araber befreit habe und mehrere Tempel erbauen und seine Vorgänger als Götter verehren ließ. Auf ihn folgen Atothis I., Atothis II., Kenchenes, Uannephetis, Usaphaenephis, Niebaches, Semempsis, Ubiennethis, Phemphosochochir, Buchonophis (dessen Mörder und Nachfolger) und Boethos. Zu dessen Zeit habe sich ein großer Aufstand ereignet, aber die Erde habe sich aufgetan und die Rebellen verschlungen. Auf Boethos folgen Choos und Kaeochos (dessen Bruder, Mörder und Nachfolger). Ausführlich wird beschrieben, wie zu seiner Zeit der Apis-Kult in Memphis eingeführt worden sei.

## Simonides in Leipzig

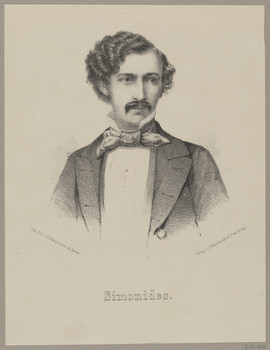
Konstantinos Simonides (Lithografie von Alexander Waldow, 1858)

Im Juli 1855 traf Konstantinos Simonides, der zu dieser Zeit bereits einen schillernden Ruf als Händler mit echten und gefälschten antiken Manuskripten hatte, in Leipzig ein. Die Universitätsstadt zog auch griechische Studenten an, die kleine Wohngemeinschaften bildeten. Einer solchen in der Eisenbahnstraße 1 schloss sich Simonides an. Dort wohnte Alexandros Lykurgos, der mit einem Stipendium des griechischen Staates studierte und mit dem Simonides seit Jahren in Kontakt stand. Lykurgos machte ihn mit dem Theologieprofessor Rudolf Anger bekannt. Simonides hatte sich in seiner Jugend auf dem Athos aufgehalten und dort drei Papierblätter eines mittelalterlichen griechischen Manuskripts der frühchristlichen Schrift Der Hirte des Hermas entwendet (Mone Gregoriu 96) und weitere 31 Seiten des Textes abgeschrieben. Diese zeigte er Anger, der die große Bedeutung des frühchristlichen Textes erkannte. Er war bislang nicht im griechischen Original, sondern nur in lateinischer Übersetzung bekannt. Anger vermittelte den Ankauf sowohl der Original-Blätter als auch der Blätter mit Simonides’ Abschrift durch die Universitätsbibliothek Leipzig und besorgte die Edition des Textes. Diese Aufgabe wurde allerdings dadurch erschwert, dass Simonides in seine Abschrift absichtliche Fehler eingebaut hatte. Lykurgos vermutete später, dass er auf diese Weise die Herstellung  und den Verkauf eines gefälschten Palimpsests des Hirten des Hermas vorbereiten wollte, der einen gegenüber der Anger ausgehändigten Abschrift überlegenen Text enthielt, nämlich den von Simonides tatsächlich auf dem Athos kopierten mittelalterlichen Originaltext. Dieser Hermas-Palimpsest ging an einen Leipziger Antiquar zum Weiterverkauf.
Einige Zeit nach dem Verkauf der Hermas-Blätter gab Simonides bekannt, dass sich auch ein Uranios-Palimpsest in seinem Besitz befinde; diese Handschrift wurde Wilhelm Dindorf zur Begutachtung vorgelegt. Er erkannte die obere Schrift als zweifellos echt (12. Jahrhundert); von der blassen unteren Schrift konnte er nur wenige Kolumnen entziffern, die bei ihm keinen Verdacht weckten, zumal altägyptische Geschichte nicht sein Fachgebiet war.

## Prüfung des Ankaufs für die Königliche Bibliothek

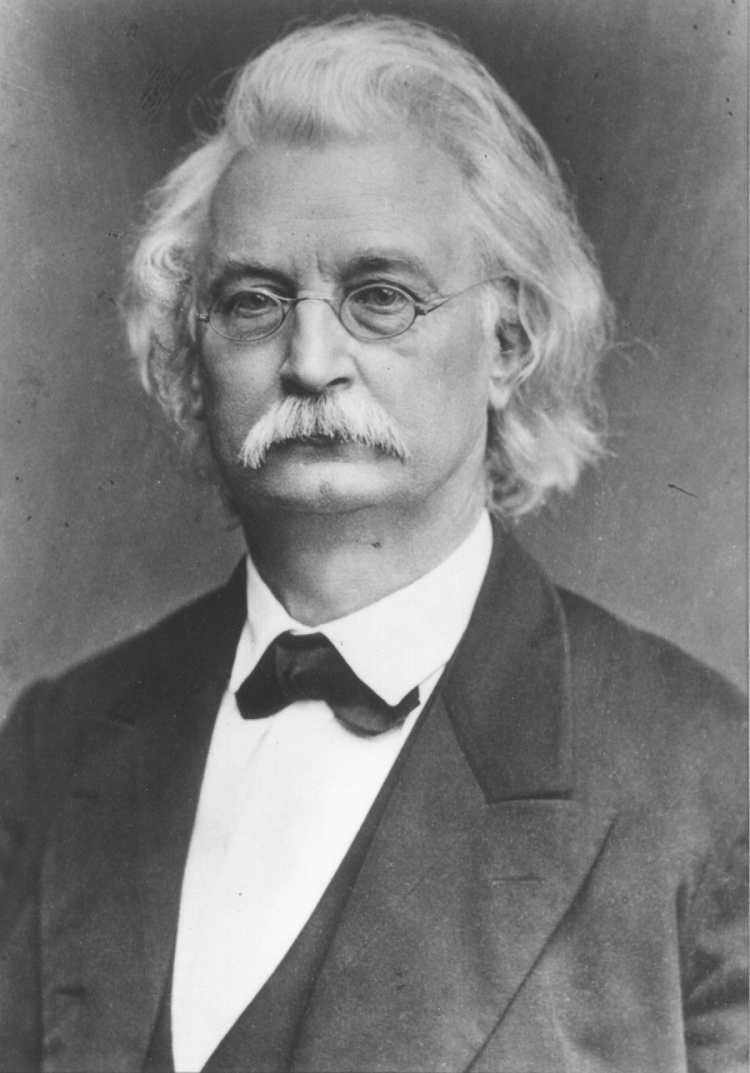
Richard Lepsius

Ende Dezember 1855 ging bei dem Berliner Altphilologen August Boeckh ein Schreiben Dindorfs ein, der ihn über den sensationellen Fund des Uranios-Palimpsests informierte. Dindorf gab an, er habe die Pergamentblätter der Handschrift zu seiner „ausschliesslichen Verfügung – sowohl was die Veröffentlichung des Inhalts als den Besitz der Handschrift betrifft“. Er bot den Palimpsest der preußischen Regierung für 5000 Taler zum Kauf an. Am 31. Dezember legte Dindorf ein Doppelblatt August Boeckh und dem Ägyptologen Richard Lepsius vor; keiner von ihnen schöpfte Verdacht, dass „die matten, aber meisterhaft im Stile der ersten Jahrhunderte nach Christus geschriebenen Züge der Unzialschrift“ gefälscht sein könnten.
Am 11. Januar 1856 legte Dindorf den gesamten Palimpsest in Berlin einer Gruppe von 14 Fachleuten zur Prüfung vor. Wie Lepsius rückblickend schrieb, wurden dabei verschiedene Zweifel „aus den entzifferten Stellen und den äußeren Umständen“ vorgebracht, die Dindorf aber zerstreute. Die Akademie beschloss, den Palimpsest „vorläufig für Berlin zu sichern“, und Lepsius leistete die Anzahlung von 2500 Talern aus eigenen Mitteln. Dafür erhielt er den Uranios-Palimpsest zur weiteren Untersuchung ausgehändigt. Erst nach fast zwei Wochen hatte er die Zeit und „die nöthigen Reagentien“, um die Entzifferung der Unzialschrift anzugehen. Was er las, befremdete ihn immer mehr. Die Angaben des Uranios zur Geschichte der Hyksos standen im klaren Widerspruch zum Stand der Forschung, und nirgends hatte er etwas beizutragen, was man als neue Information hätte ansehen können. Bei den ägyptischen Königsnamen brachte Uranios nur die bekannten griechischen Formen und zeigte keine Kenntnis der ägyptischen Sprache; offensichtlich wurde das bei den Königen der 22. Dynastie, wo Simonides als Fälscher genötigt war, Namen zu erfinden. Damit war für Lepsius die Fälschung erwiesen; er trug nun noch weitere Beweise der Unechtheit zusammen, um Zweifler zu überzeugen. Zwei Argumente hatten besonderes Gewicht: Die Tinte der Unzialschrift war an einigen Stellen in die eingekerbten Linien der mittelalterlichen Handschrift geflossen. Außerdem färbten die chemischen Reagentien die Unzialschrift schwarz, die mittelalterliche Minuskelschrift aber nur braun, und die Unzialschrift erschien nun über, nicht unter der Minuskelschrift.

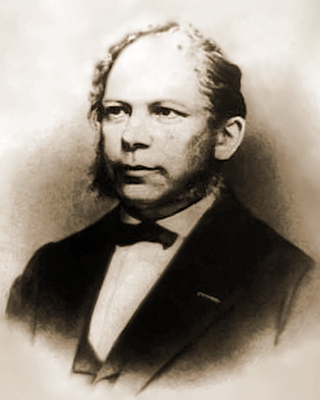
Konstantin Tischendorf

In Leipzig hatte der Handschriftenexperte Konstantin Tischendorf gerüchteweise von den kostbaren Manuskripten gehört, die Simonides in seinem Besitz hatte; er war aber nicht hinzugezogen worden. Nachdem ihm griechische Studenten angedeutet hatten, dass eine Fälschung im Gange sein könnte, bat er Dindorf um Einsicht in die Manuskripte und erhielt am 22. Januar ein Blatt des Hermas-Palimpsests und eins des Uranios-Palimpsests von Dindorf zur Ansicht. Tischendorfs Befürchtungen bestätigten sich. Die unteren Schriften beider Palimpseste, die aus unterschiedlichen Zeiten stammen sollten, waren sich in bestimmten Kriterien zu ähnlich. Das Pergament des Uranios-Palimpsests hatte typische Eigenschaften, die Tischendorf von Pergamenten des 11. Jahrhunderts kannte, sollte aber ein Pergament des 5. Jahrhunderts sein. Diese und weitere Beobachtungen teilte er Dindorf mit, fand bei diesem aber kein Gehör. Tischendorf deutete an, er könne mit seinem Gutachten zum Uranios-Palimpsest auch an die Öffentlichkeit treten. Daraufhin warnte ihn Dindorf, er habe womöglich kein Recht, sich „über ein Privateigenthum, wie das Palimpsest des Uranios sei, … öffentlich auszusprechen. In der That nämlich hatte Professor Dindorf am 23. Jan. das Palimpsest des Uranios bereits um 2000 Thlr. von Simonides gekauft und bezahlt, sowie er auch bereits ein Stück des Textes in Oxford hatte drucken lassen, dessen Ankunft er täglich erwartete.“

## Verhaftung in Leipzig
Am 27. Januar 1856 erhielt Lepsius eine von ihm erbetene Audienz bei König Friedrich Wilhelm IV. und warnte vor dem Ankauf des Uranios-Palimpsests. Am 30. Januar legte Lepsius seine Fälschungsbeweise den Berliner Kollegen vor und versicherte sich ihrer Zustimmung. Lepsius sprach nun beim Berliner Generalpolizeidirektor vor und reiste am Folgetag mit dem Berliner Polizeidirektor Stieber nach Leipzig, um Simonides verhaften zu lassen. Am gleichen Tag traf in Berlin ein Brief Tischendorfs aus Leipzig ein, in dem dieser nicht nur den Uranios-Palimpsest zu einer Fälschung erklärte, sondern auch mitteilte, Alexandros Lykurgos sei bereit, gegen Simonides auszusagen. Am Morgen des 1. Februar nahm die Leipziger Polizei in Anwesenheit Stiebers und Lepsius’ die Verhaftung vor, „in dem Augenblick, wo Simonides zwischen den bereits gepackten und nach London adressirten Reiseeffecten stand. … Die Ueberraschung gelang vollständig und die Haussuchung brachte die klarsten Beweise an den Tag, daß Simonides noch in Leipzig selbst den falschen Palimpsest angefertigt hatte. Eine Anzahl echter und falscher Handschriften, zahlreiche Pausen und Schriftversuche, die Urschriften des von ihm componirten Uranios, die aus verrosteten Nägeln bereitete Tinte, die Rohrfedern, deren er sich bedient, wurden gefunden, und unter seinen Büchern befanden sich alle die griechischen und andern Werke, die er zu der überaus klug und selbst gelehrt berechneten Abfassung seines Werks gebraucht hatte, darunter auch Bunsen’s und meine eigenen [Lepsius’] Publicationen.“ Die 2000 Thaler, die Dindorf Simonides ausgezahlt hatte, wurden vollständig bei diesem sichergestellt; Dindorf erhielt sein Geld zurück.

## Nachwirkungen
Dindorf versuchte, die Veröffentlichung seiner Ausgabe des Uranios-Palimpsests bei der Clarendon Press in Oxford noch zu stoppen. Am selben Tag, an dem Simonides verhaftet wurde, lag Dindorfs Edition aber schon in den Schaufenstern britischer Buchhändler. Da anschließend die gesamte Auflage vernichtet wurde, entwickelten sich die wenigen bereits verkauften Exemplare in der Folge zu bibliophilen Raritäten. Der Rezensent des Londoner Athenaeum resümierte: „Simonides erwartet sein Urteil, Professor Dindorf ruft seine Broschüre zurück und die Berliner Akademie wird während der Fastenzeit Trauer tragen.“
In Berlin wurde (wahrscheinlich im Königsstädtischen Vaudeville Theater) der von Ernst Dohm geschriebene Schwank Simonides oder die Wissenschaft muss umkehren aufgeführt. Dindorfs, aber auch Lepsius’ wissenschaftliche Reputation hatten Schaden genommen. Lepsius verteidigte in Zeitungsartikeln seine Rolle bei der Aufdeckung des Simonides-Betrugs und beschwerte sich bei seinem französischen Kollegen Emmanuel de Rougé brieflich über den Spott, der in Paris über die Berliner Akademie geäußert wurde.
Simonides wurde aus Sachsen ausgewiesen. Er hielt sich ein paar Monate in Wien und München auf, wo er in mehreren Publikationen die Echtheit seines Uranios-Palimpsests verteidigte. Im April 1858 traf er in London ein, den Palimpsest im Gepäck. Er stellte ihn bei mehreren Gelegenheiten zur Schau und versuchte den Büchersammler Thomas Phillipps für eine Veröffentlichung des Uranios zu gewinnen. Zunächst machte das Projekt Fortschritte, und Simonides warb Subskribenten, aber dann zog sich Phillipps zurück, und der Druck wurde nie realisiert. In Liverpool, wo er nun wohnte, trat Simonides mit einer neuen Sensation an die Öffentlichkeit: dem Codex Mayerianus. Die von ihm fabrizierten angeblichen neutestamentlichen Papyri aus dem 1. Jahrhundert wurden öfter zusammen mit dem Uranios-Palimpsest gezeigt. Der Sammler John Eliot Hodgkin, der mit Simonides befreundet war und unverdrossen dessen Integrität gegen Betrugsvorwürfe verteidigte, ließ den Uranios-Palimpsest von dem Chemiker Henry Deane mikroskopisch untersuchen (Juni 1863 bis April 1864), überzeugt, damit werde die Echtheit eindeutig festgestellt. Deane kam aber zum gegenteiligen Ergebnis. Hodgkin, tief verletzt, ließ den Uranios-Palimpsest an Simonides zurückgeben und brach den Kontakt ab. Der weitere Verbleib des Palimpsests ist unbekannt.